# ユリ・フェルドマン
ユリ・フェルドマン（英: Uri D. Feldman、1935年4月17日 - 2023年2月26日）は、アメリカ合衆国の物理学者である。分光法を利用した太陽物理学、実験室プラズマ研究の第一人者として知られる。イスラエルのワイズ天文台の建設責任者及び初代台長を務め、太陽観測衛星の高エネルギー分光器開発にも貢献した。

## 略歴
ユリ・フェルドマンは、1935年4月17日にペタフ・ティクヴァのクファル・ガニムという小さな集落で、父ハイム・フェルドマン（Chaim Feldman）と母ショシャナ・フェルドマン（Shoshana Feldman）の間に誕生した。
5年の兵役を経て、エルサレムのヘブライ大学で物理学を学び、1965年に物理学の博士号を取得した。
翌年、アメリカ航空宇宙局・ゴダード宇宙飛行センターの博士研究員となり、高電離原子のX線スペクトルの研究や、そのための装置開発に携わった。その後、テルアビブ大学に職を得た。
1969年、フェルドマンはユヴァル・ネーマンから、イスラエル初の本格的な天文台の建設指揮を任され、2年間その任にあった。1971年に完成したワイズ天文台で、フェルドマンは初代台長を務めた。
その後、フェルドマンは再び渡米し、1976年にアメリカ海軍研究所・宇宙科学部門へ所属、そのまま海軍研究所で研究者人生を全うした。実験室におけるレーザーを使用して生成した極端紫外線やX線のスペクトル分析、太陽の上層大気における高エネルギー現象の物理が、フェルドマンが特に力を注いだ課題であった。
メリーランド州コロンビアで暮らしていたフェルドマンは、2023年2月26日に87歳で亡くなった。

## 業績
フェルドマンは、生涯で400以上の査読論文の著者あるいは共著者となっている。
ゴダード宇宙飛行センターでは、軟X線の特定波長域で、イオン放電スペクトルのスペクトル線一覧を作成、そのための実験装置開発も行った。
海軍研究所でも、極端紫外線およびX線スペクトルの分析に力を注ぎ、研究所が持つ太陽スペクトルの分析、レーザーを使用して生成したスペクトルの分析を行った。海軍研究所にとどまらず、ロチェスター大学のレーザーエネルギー研究所、ローレンス・リバモア国立研究所、アメリカ国立標準技術研究所のレーザー実験施設でもスペクトルを取得し、またそれらの施設用の分光器開発に携わった。フェルドマンとその共同研究者たちは、多くの元素で高電離原子のスペクトル線を多数同定し、電子遷移のデータベースを整備、多種多様な元素のエネルギー準位を高精度で決定できるようにした。実験による研究対象はほかに、トカマクや電子ビームイオントラップが挙げられる。
フェルドマンは、スカイラブに搭載された観測装置から得られた紫外線スペクトルの分析にも携わり、実験で得た知見と照らし合わせ、太陽上層の動的な大気中のプラズマにおける物理量や化学組成を推定する手法を開発した。その成果からフェルドマンは、太陽の上層大気が従来考えられていたより複雑な構造をしていることにいち早く気付いた科学者の一人であった。その後も太陽物理学に強い関心を持ち、アメリカ国防総省の試験衛星P78-1/ソルウィンド、日本の太陽観測衛星ようこうの分光器開発に参加、ソルウィンドや欧州の太陽観測機SOHO、日本の太陽観測衛星ひのでが観測したスペクトルの分析にも携わった。

## 栄誉
フェルドマンは1989年に、海軍研究所が優れた研究を表彰するE・O・ハルバート科学賞を受賞した。また、1977年にはアメリカ光学会フェロー、2000年にはアメリカ物理学会フェローに選出されている。アメリカ物理学会フェローは、プラズマ物理学分野からの推薦で、その理由として、高電離元素の原子構造に、技術開発とデータ分析の両面から独自の研究成果をあげ、その物理を太陽大気の高エネルギー現象の研究に応用したこと、が挙げられている。